# Vertiv Integrated Systems
Die Vertiv Integrated Systems GmbH ist ein deutscher Systementwickler für IT-Infrastrukturen mit Hauptsitz in Arnstorf in Niederbayern. Das Unternehmen agiert in zahlreichen Ländern in Europa, Nordamerika, Südamerika, Asien und dem Nahen Osten.
Vertiv Integrated Systems ist Entwickler, Hersteller und Vertreiber von Systemkomponenten für die Elektronik.
Die heutige Produktpalette umfasst die Bereiche Racks, Kleingehäuse, Einhausungen, KVM-Technologie, kleine USV, Stromverteilung, Smart Solutions, Kühlung.

## Produkte
- Schrank- und Gehäuseplattformen der physikalischen IT-Infrastruktur in Rechenzentren
- Rack Power Distribution
- Kaltgangeinhausungen, SmartAisle Containment
- SmartCabinet Solutions – Micro Data Center
- Kühlung (Rear Door Cooling, SmartRow Solutions mit Reihenkühlung)
- Systeme für den Indoor- und Outdoorbereich
- Komponenten in der 19-Zoll-Bauweise
- Thermalmanagement
- Kabelmanagement
- IT-Management